# Маковницы
Маковницы — деревня в Кашинском городском округе Тверской области России. 

## География
Деревня находится в 30 км назапад от города Кашина.

## История
В 1817 году в селе была построена каменная Покровская церковь с 3 престолами, метрические книги с 1780 года. 
В конце XIX — начале XX века село входило в состав Славковской волости Кашинского уезда Тверской губернии. 
С 1929 года деревня входила в состав Маковнинского сельсовета Кашинского района Бежецкого округа Московской области, с 1935 года — в составе Калининской области, с 1994 года — в составе Спасского сельского округа, с 2005 года — в составе Славковского сельского поселения, с 2018 года — в составе Кашинского городского округа.

## Население
| 1859 | 2002 | 2010 |
| ---- | ---- | ---- |
| 49   | ↘5   | ↗8   |

## Достопримечательности
В деревне расположена недействующая Церковь Покрова Пресвятой Богородицы (1817).